# ۲-فنتیل پروپیونات
۲-فنتیل پروپیونات (به انگلیسی: 2-Phenethyl propionate) با فرمول شیمیایی C۱۱H۱۴O۲ یک ترکیب شیمیایی است. که جرم مولی آن ۱۷۸٫۲۳ g/mol می‌باشد. 